# Montberon
Montberon – miejscowość i gmina we Francji, w regionie Oksytania, w departamencie Górna Garonna.
Według danych na rok 1990 gminę zamieszkiwało 1485 osób, a gęstość zaludnienia wynosiła 234 osób/km² (wśród 3020 gmin regionu Midi-Pireneje Montberon plasuje się na 239. miejscu pod względem liczby ludności, natomiast pod względem powierzchni na miejscu 1378.).